# Rudolf Karl Krause (pilota automobilistico)
Rudolf Karl Krause (Reichenbach im Vogtland, 30 marzo 1907 – Reichenbach im Vogtland, 11 aprile 1987) è stato un pilota automobilistico tedesco.
Ha partecipato alle 2 edizioni del Gran Premio di Germania del 1952 e del 1953.

## Risultati in Formula 1
| 1952 | Scuderia       | Vettura |  |  |  |  |  |     |  |  |  | Punti | Pos. |
| ---- | -------------- | ------- |  |  |  |  |  | --- |  |  |  | ----- | ---- |
| 1952 | Pilota privato | BMW     |  |  |  |  |  | Rit |  |  |  | 0     |      |

| 1953 | Scuderia       | Vettura |  |  |  |  |  |  |    |  |  | Punti | Pos. |
| ---- | -------------- | ------- |  |  |  |  |  |  | -- |  |  | ----- | ---- |
| 1953 | Pilota privato | BMW     |  |  |  |  |  |  | 14 |  |  | 0     |      |

| Legenda | 1º posto     | 2º posto | 3º posto    | A punti         | Senza punti/Non class.  | Grassetto – Pole position Corsivo – Giro più veloce |
| Legenda | Squalificato | Ritirato | Non partito | Non qualificato | Solo prove/Terzo pilota | Grassetto – Pole position Corsivo – Giro più veloce |